# براق كاران
براق كاران (بالألمانية: Burak Karan)‏ (يكنى أبو عبد الله التركي؛ 11 سبتمبر 1987 في فوبرتال – 11 أكتوبر 2013 في أعزاز، سوريا) كان لاعب كرة قدم ألماني من أصل تركي.
قتل كاران في غارة جوية شنها الطيران السوري يوم 11 أكتوبر 2013 على بلدة أعزاز بمحافظة حلب شمال البلاد. وكان كاران قد سافر إلى سوريا من أجل القتال في صفوف المعارضة المسلحة التي تسعى للإطاحة بالحكومة السورية.

## روابط خارجية
- براق كاران على موقع عالم كرة القدم.نت (الإنجليزية)